# Cortaderia modesta
Cortaderia modesta är en gräsart som först beskrevs av Johann es Christoph Christian Döll, och fick sitt nu gällande namn av Eduard Hackel och Per Karl Hjalmar Dusén. Cortaderia modesta ingår i släktet Cortaderia, och familjen gräs. Inga underarter finns listade i Catalogue of Life.